# Parallel Sons
Parallel Sons es una película dramática de temática gay de 1995, escrita y dirigida por John G. Young y protagonizada por Gabriel Mann y Laurence Mason. Se estrenó en el Festival de Cine de Sundance de 1995.

## Reparto
- Gabriel Mann como Seth Carlson
- Laurence Mason como Knowledge Johnson
- Murphy Guyer como el Sheriff Mott
- Graham Alex Johnson como Peter Carlson
- Heather Gottlieb como Kristen Mott
- Josh Hopkins como Marty
- Maureen Shannon como Francine
- Julia Weldon como Sally Carlson
- Eric Granger como oficial de policía

## Premios y nominaciones
- Ganó el Premio del Público a la "Mejor Película" en el Frameline Film Festival (el Festival Internacional de Cine Gay y Lésbico de San Francisco).[1]
- Ganó el Gran Premio del Jurado en Outfest (L.A. Outfest).[2]
- Ganó el premio a la mejor película en el Festival de Cine de Florida.[3]
- Nominada al Gran Premio del Jurado en el Festival de Cine de Sundance.[4]